# Orochernes nepalensis
Orochernes nepalensis är en spindeldjursart som beskrevs av Beier 1968. Orochernes nepalensis ingår i släktet Orochernes och familjen blindklokrypare. Inga underarter finns listade i Catalogue of Life.